# Buenos muchachos
Buenos muchachos è il terzo album in studio del gruppo musicale argentino La Mosca Tsé-Tsé, pubblicato nel 2001.

## Tracce[2]
1. Todos tenemos un amor – 3:45
2. No Me Rompas La Cabeza – 4:43
3. Hoy Estoy Peor Que Ayer – 3:56
4. Te quiero comer la boca – 3:20
5. Madrid Amaneció – 3:38
6. Mujer – 3:36
7. Todo Pasa – 4:38
8. Quiero Verte Mal – 2:52
9. Para Ellas – 3:18
10. Silbando Bajito – 4:10
11. Buenos Muchachos – 3:11
12. Me Dejaste Seco Y Frito – 2:50